# Мюккельн
Мюккельн (нем. Mückeln) — община в Германии, в земле Рейнланд-Пфальц. 
Входит в состав района Вульканайфель. Подчиняется управлению Даун.  Население составляет 215 человек (на 31 декабря 2010 года). Занимает площадь 4,73 км².